# Ansamblul bisericii reformate din Ighiu

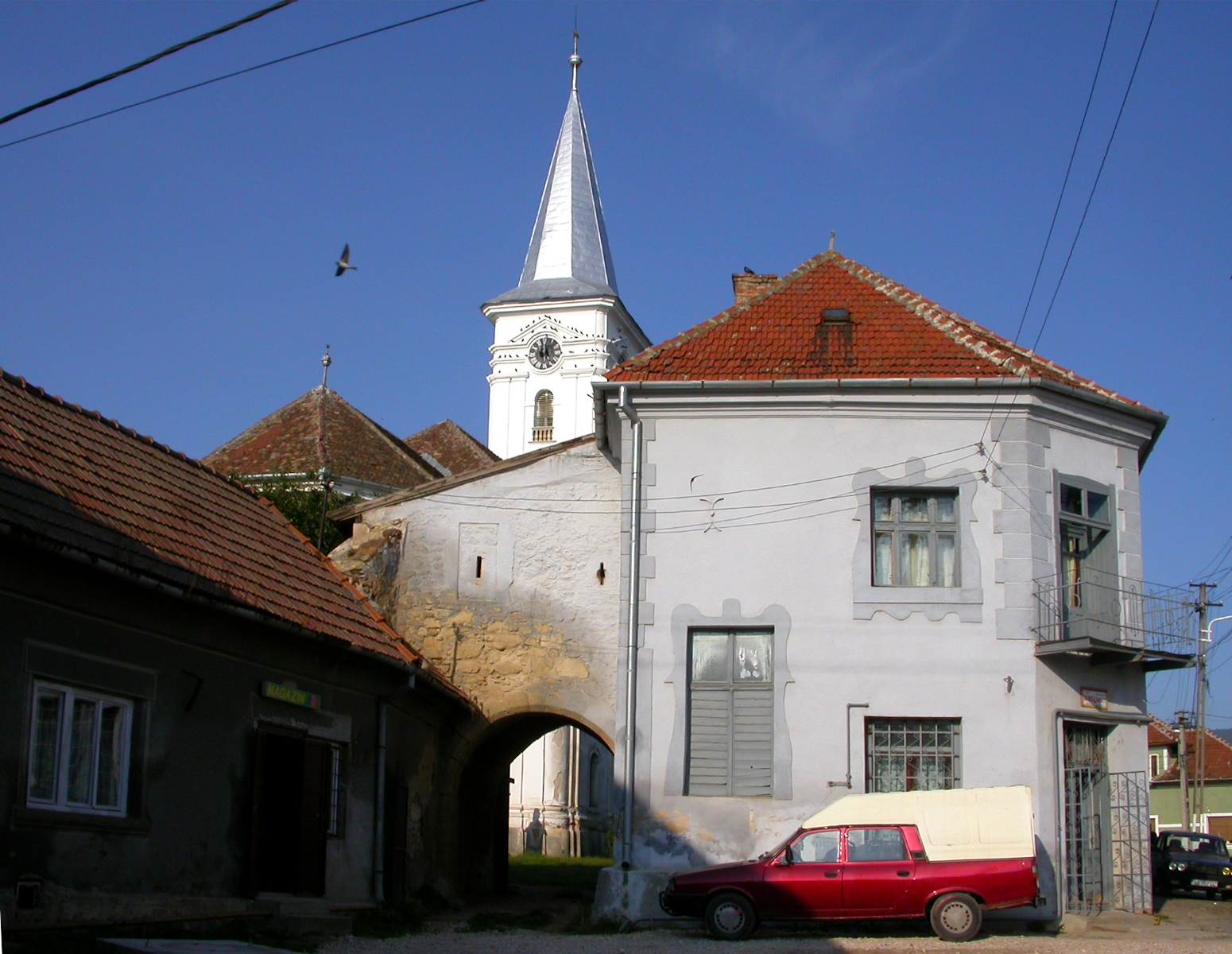
Ansamblul bisericii reformate din Ighiu

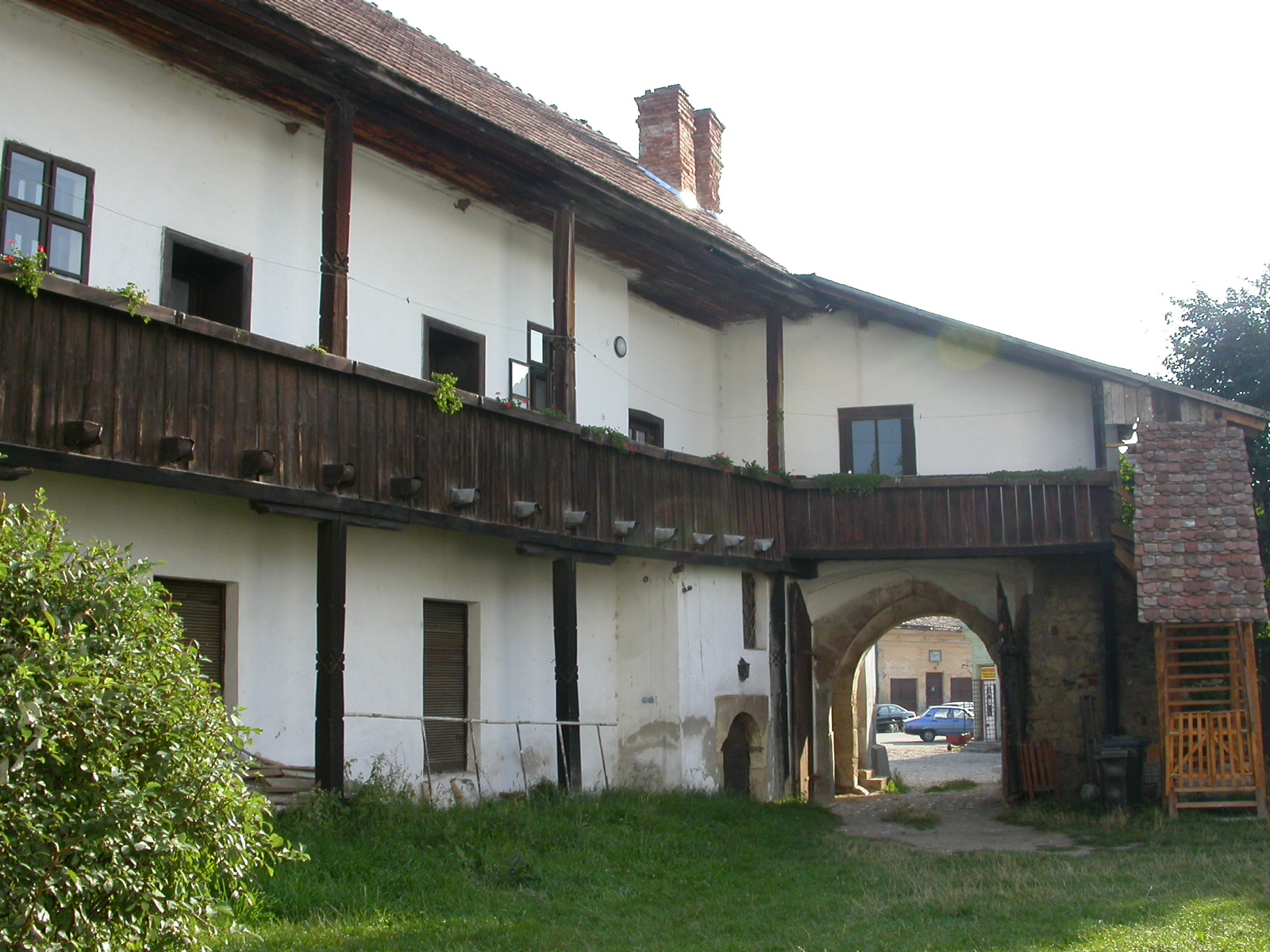
Incinta fortificată

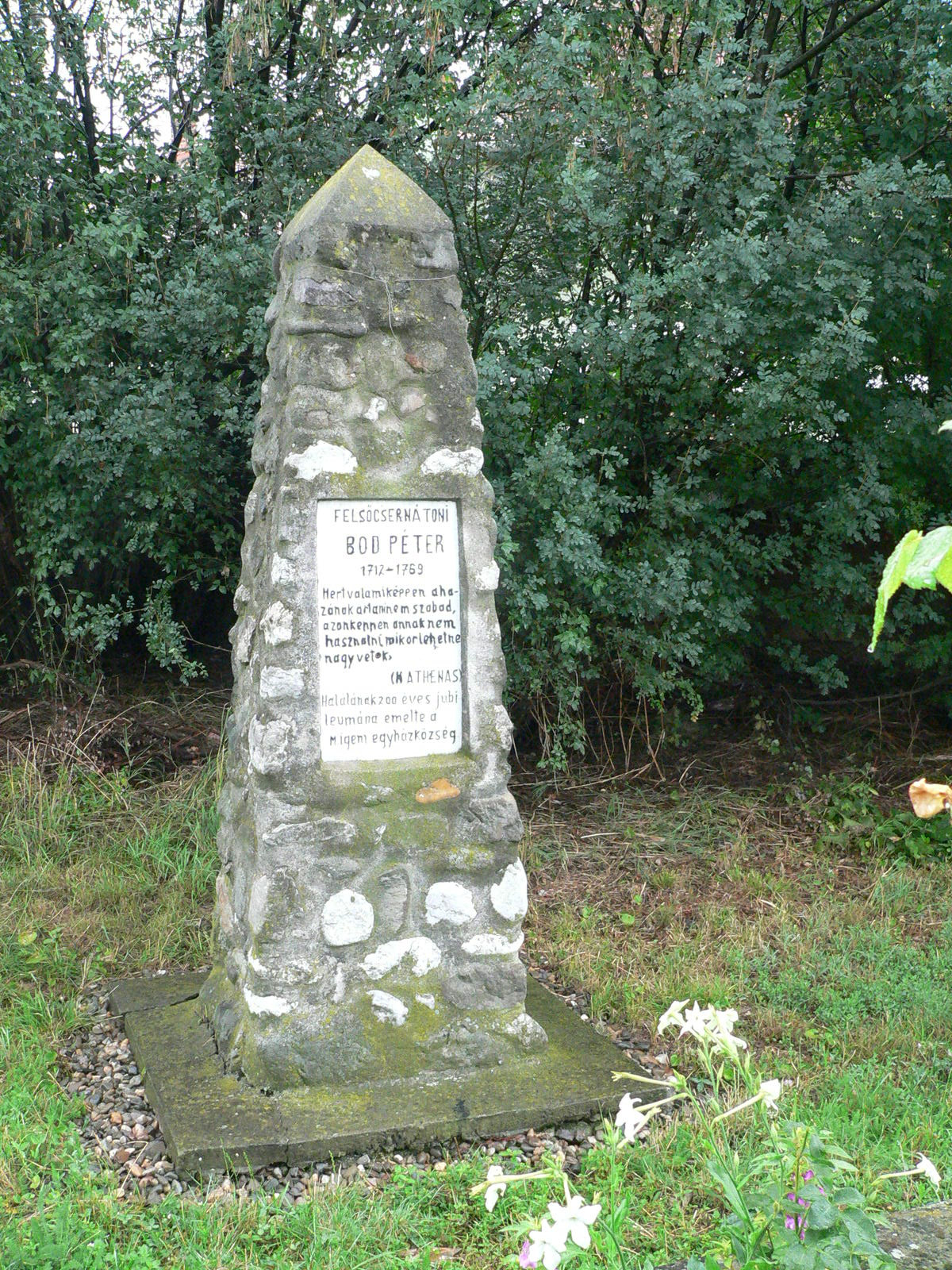
Piatra funerară a lui Péter Bod

Ansamblul bisericii reformate din Ighiu este un ansamblu de monumente istorice aflat pe teritoriul satului Ighiu; comuna Ighiu.
Ansamblul este format din următoarele monumente:
- Biserica reformată, fostă biserică evanghelică (cod LMI AB-II-m-A-00236.01)
- Incintă fortificată (ruine) (cod LMI AB-II-m-A-00236.02)
- Casa parohială reformată, fostă casă parohială evanghelică (cod LMI AB-II-m-A-00236.03)

## Localitatea
Ighiu (în maghiară Magyarigen, în germană Grabendorf, Krapundorf, Krabundorf, Kuppendorf) este satul de reședință al comunei cu același nume din județul Alba, Transilvania, România. Prima mențiune documentară a localității datează din anul 1206.

## Biserica
Biserica actuală a fost construită la sfârșitul secolului al XVIII-lea (1781-1783). Poate fi integrată stilistic barocului târziu și rococoului. Din vechiul ansamblu a supraviețuit o parte din incinta fortificată, databillă în secolele XV-XVI, cu bastionul de la intrare, încorporat într-o construcție din 1712.
În cimitirul din jurul bisericii se află mormântul savantului preiluminist Péter Bod (1712-1769), fost paroh reformat la Ighiu.

## Vezi și
- Ighiu, Alba